# Joe Turkel
Joe Turkel, est un acteur et scénariste américain né le 15 juillet 1927 à Brooklyn (New York) et mort le 27 juin 2022 à Santa Monica (Californie).

## Biographie

### Jeunesse
Joe Turkel est né à Brooklyn (New York). À l'âge de seize ans, il rejoint en 1943 l'armée de terre des États-Unis et combat en Europe pendant la Seconde Guerre mondiale.

### Carrière
Son rôle le plus célèbre est celui d'Eldon Tyrell, le créateur des réplicants dans le film Blade Runner. Mais Joe Turkel est également connu pour être l'un des rares acteurs à avoir joué dans trois films de Stanley Kubrick : L'Ultime Razzia en 1956, Les Sentiers de la gloire en 1957, et Shining en 1980.
Jusqu'en 1999, il vivait dans le sud de la Californie, où il écrivait des scénarios.

### Mort
Il meurt le 27 juin 2022 à Santa Monica, à l'âge de 94 ans. Il est inhumé au Hollywood Forever Cemetery à Los Angeles.

## Filmographie partielle
- 1954 : Dans les bas-fonds de Chicago (The Human Jungle) de Joseph M. Newman
- 1955 : Le Roi du racket (The Naked Street), de Maxwell Shane : Shimmy
- 1956 : L'Ultime Razzia (The Killing), de Stanley Kubrick : Tiny
- 1957 : Les Sentiers de la gloire (Paths of Glory), de Stanley Kubrick : le soldat Pierre Arnaud
- 1957 : La Cage aux hommes (House of Numbers) de Russell Rouse
- 1958 : The Bonnie Parker Story de William Witney : Chuck Darrow
- 1958 : Ordres secrets aux espions nazis (Verboten!), de Samuel Fuller : un fantassin
- 1959 : L'Homme aux colts d'or (Warlock), d'Edward Dmytryk : Chet Haggin
- 1960 : The Boy and the Pirates, de Bert I. Gordon : Abu le génie
- 1960 : Tormented, de Bert I. Gordon : Nick, le maître chanteur
- 1965 : Village of the Giants, de Bert I. Gordon : le shérif
- 1965 : Un caïd (King Rat), de Bryan Forbes : Dino
- 1967 : La Canonnière du Yang-Tse (The Sand Pebbles), de Robert Wise : Bronson
- 1967 : L'Affaire Al Capone (St Valentine's Day Massacre), de Roger Corman : Jake « Greasy Thumb » Guzik
- 1975 : L'Odyssée du Hindenburg (The Hindenburg), de Robert Wise : Moore, l'inspecteur de la police de New York
- 1980 : Shining, de Stanley Kubrick : Lloyd, le barman
- 1982 : Blade Runner, de Ridley Scott : le docteur Eldon Tyrell
- 1988 : Miami Vice (série), Épisode 415 : Indian Wars, Levec
- 1990 : Parasite (The Dark Side of the Moon), de D. J. Webster : Paxton Warner